# Les Super Grands Succès de monsieur Tranquille
Albums de Monsieur Tranquille
Eugène – Les Chansons d'Eugène
(1977) Patof, volume 2 — Patof et ses amis
(2022)
Singles
1. Le Monde de M. Tranquille / Il a réponse à tout
Sortie : 1978

Les Super Grands Succès de M. Tranquille + ses trois nouvelles productions est une compilation de Monsieur Tranquille, commercialisée en 1979. Le disque porte le numéro de catalogue Totem MT-14003.
Monsieur Tranquille est une marionnette de la série télévisée québécoise pour enfants Le Monde de monsieur Tranquille animée par Roger Giguère, qui lui prête également sa voix.

## Composition
L'album réunit des chansons présentes sur les albums Monsieur Tranquille – Faut pas m'chercher et Monsieur Tranquille – Superstar. Il contient également les deux faces d'un simple paru en 1978, ainsi qu'un inédit intitulé Le Nez de Tranquille.

## Titres
| 1. | Madame Thibault            | Pierre Laurendeau, Jerry Devilliers, Claude Leclerc, Louise Dussault | 3:11 |
| 2. | Ça va pas dans l'soulier   | Pierre Laurendeau, Jerry Devilliers, Claude Leclerc, Louise Dussault | 3:57 |
| 3. | Monsieur Tranquille        | Pierre Laurendeau, Jerry Devilliers, Claude Leclerc, Louise Dussault | 5:45 |
| 4. | Danger                     | Pierre Laurendeau, Jerry Devilliers, Claude Leclerc, Louise Dussault | 3:12 |
| 5. | Santa Lucia                | Adapt. Pierre Laurendeau, Jerry Devilliers                           | 3:16 |
| 6. | Pepperoni                  | Les Jokers                                                           | 3:22 |
| 7. | Qui a cassé le pot d'café? | Gerry Bribosia, Jerry Devilliers, Claude Leclerc, Louise Dussault    | 2:43 |
| 8. | Chez M. Tranquille (vocal) | Gerry Bribosia, Raymond Turcotte                                     | 2:08 |
| 9. | Le Monde de M. Tranquille  | Georges Tremblay, Raymond Turcotte                                   | 2:48 |

| 10. | Superstar               | Pierre Laurendeau, Gilles Fleurent                                   | 2:28 |
| 11. | Disco Tranquille        | Gerry Bribosia, Jerry Devilliers, Claude Leclerc, Louise Dussault    | 3:40 |
| 12. | La Chanson des Martiens | Gerry Bribosia, Raymond Turcotte                                     | 3:05 |
| 13. | Alors on m'cause        | Pierre Laurendeau, Roger Giguère                                     | 3:27 |
| 14. | Les Monstres            | Pierre Laurendeau, Jerry Devilliers, Claude Leclerc, Louise Dussault | 3:22 |
| 15. | Farnande                | Pierre Laurendeau, Jerry Devilliers, Claude Leclerc, Louise Dussault | 3:27 |
| 16. | Faut pas m'chercher     | Pierre Laurendeau, Pete Tessier, Claude Leclerc                      | 3:01 |
| 17. | Il a réponse à tout     | Georges Tremblay, Raymond Turcotte                                   | 3:45 |
| 18. | Le Nez de Tranquille    | Georges Tremblay, Raymond Turcotte                                   | 3:21 |

## Crédits
- Production : Disques PAX
- Coédition : éditions des Patriotes et éditions Télé-Métropole
- Promotion : Jacques Lisabelle
- Distribution : Trans-Canada Musique Service